# Concerto pour orgue no 5, op. 7 de Haendel
Pour les articles homonymes, voir Concerto pour orgue.
Le concerto pour orgue opus 7 no 5 de Haendel, HWV 310, est un concerto baroque pour orgue et orchestre symphonique, composé en 1750 par le compositeur britannique (d'origine allemande) Georg Friedrich Haendel (1685-1759), un de ses chefs-d'œuvre les plus célèbres, de sa série de 6 concertos pour orgue, op. 7.

## Histoire

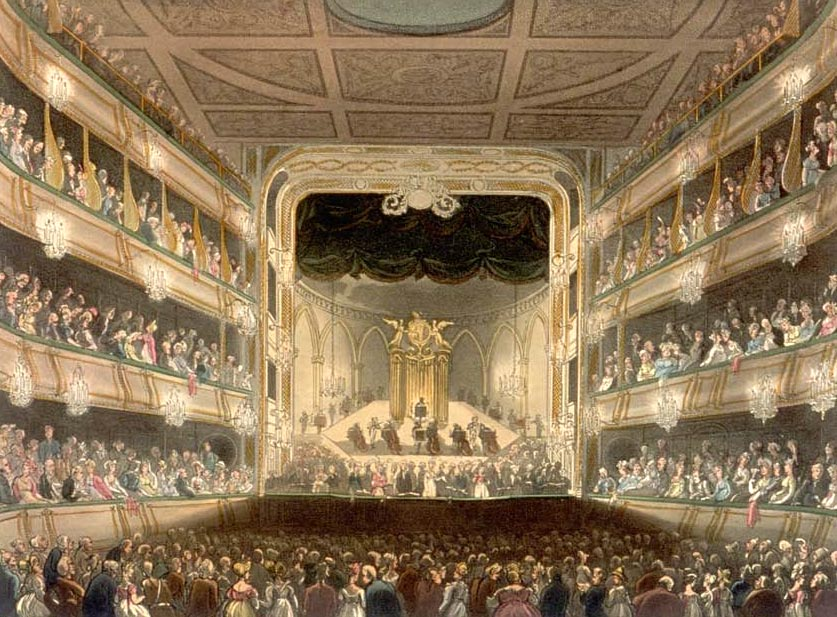
Salle de concert et orgue du Royal Opera House (Covent Garden Theatre) de Londres, en 1808.

Georg Friedrich Haendel (1685-1759) est un des plus importants compositeurs de musique baroque du XVIIIe siècle (Siècle des Lumières). Né en actuelle Allemagne la même année que Jean-Sébastien Bach, il apprend la musique en Italie, puis s'installe définitivement à Londres, ou il devient célèbre, et se fait naturaliser anglais en 1727. Il compose cette série de 6  concertos pour orgue op. 7 (HWV 306 à 311) à Londres entre 1740 et 1751, publiés en 1761, à titre posthume, par son éditeur John Walsh II (fils). Son concerto pour orgue no 5, à base de joyeux échanges baroques grandioses, entre orgue et orchestre symphonique, est terminé le 31 janvier 1750 (alors âgé de 65 ans, l'année de disparition de Jean-Sébastien Bach), et interprété pour la première fois avec un immense succès, à titre d'interlude de son oratorio Theodora (HWV 68), le 16 mars suivant, au Royal Opera House (Covent Garden Theatre) de Londres, où Haendel joue de l'orgue lui-même tout en dirigeant l'orchestre symphonique.

## Mouvements
1. Allegro, ma non troppo, e staccato
2. Andante, larghetto, e staccato (basso ostinato)
3. Menuet
4. Gavotte